# Matavun
Matavun este o localitate din comuna Divača, Slovenia, cu o populație de 57 de locuitori.